# Olympische Sommerspiele 2016/Teilnehmer (Seychellen)
| Gelbes Symbol für Goldmedaillen mit stilisierten Olympischen Ringen | Graues Symbol für Silbermedaillen mit stilisierten Olympischen Ringen | Braundes Symbol für Bronzemedaillen mit stilisierten Olympischen Ringen |
| ------------------------------------------------------------------- | --------------------------------------------------------------------- | ----------------------------------------------------------------------- |
| —                                                                   | —                                                                     | —                                                                       |

Die Seychellen nahmen in Rio de Janeiro an den Olympischen Spielen 2016 teil. Es war die insgesamt zehnte Teilnahme an Olympischen Sommerspielen. Vom Seychelles National Olympic Committee wurden zehn Athleten in sechs Sportarten nominiert.
Fahnenträger bei der Eröffnungsfeier war der Segler Rodney Govinden.

## Teilnehmer nach Sportarten

### Boxen
| Athleten         | Wettbewerb              | 1. Runde           | 1. Runde | Achtelfinale  | Achtelfinale  | Viertelfinale | Viertelfinale | Halbfinale    | Halbfinale    | Finale        | Finale        | Rang          |
| Athleten         | Wettbewerb              | Gegner             | Ergebnis | Gegner        | Ergebnis      | Gegner        | Ergebnis      | Gegner        | Ergebnis      | Gegner        | Ergebnis      | Rang          |
| ---------------- | ----------------------- | ------------------ | -------- | ------------- | ------------- | ------------- | ------------- | ------------- | ------------- | ------------- | ------------- | ------------- |
| Männer           |                         |                    |          |               |               |               |               |               |               |               |               |               |
| Andrique Allisop | Leichtgewicht bis 60 kg | David Oliver Joyce | 0:3      | ausgeschieden | ausgeschieden | ausgeschieden | ausgeschieden | ausgeschieden | ausgeschieden | ausgeschieden | ausgeschieden | ausgeschieden |

### Gewichtheben
| Athleten            | Wettbewerb       | Reißen  | Reißen | Stoßen  | Stoßen | Zweikampf | Zweikampf | Rang |
| Athleten            | Wettbewerb       | Gewicht | Rang   | Gewicht | Rang   | Gewicht   | Rang      | Rang |
| ------------------- | ---------------- | ------- | ------ | ------- | ------ | --------- | --------- | ---- |
| Männer              |                  |         |        |         |        |           |           |      |
| Rick Yves Confiance | Klasse bis 62 kg | 105 kg  | 14     | 127 kg  | 13     | 232 kg    | 13        | 13   |

### Judo
| Athleten        | Wettbewerb | 1. Runde   | 1. Runde | 2. Runde      | 2. Runde      | Viertelfinale | Viertelfinale | Halbfinale / Trostrunde | Halbfinale / Trostrunde | Finale / Platz 3 | Finale / Platz 3 | Rang          |
| Athleten        | Wettbewerb | Gegner     | Ergebnis | Gegner        | Ergebnis      | Gegner        | Ergebnis      | Gegner                  | Ergebnis                | Gegner           | Ergebnis         | Rang          |
| --------------- | ---------- | ---------- | -------- | ------------- | ------------- | ------------- | ------------- | ----------------------- | ----------------------- | ---------------- | ---------------- | ------------- |
| Männer          |            |            |          |               |               |               |               |                         |                         |                  |                  |               |
| Dominic Dugasse | bis 100 kg | R. Darwish | 0s3:100  | ausgeschieden | ausgeschieden | ausgeschieden | ausgeschieden | ausgeschieden           | ausgeschieden           | ausgeschieden    | ausgeschieden    | ausgeschieden |

### Leichtathletik
Laufen und Gehen
| Männer     |              |         |    |               |               |               |               |    |
| Ned Azemia | 400 m Hürden | 50,74 s | 42 | ausgeschieden | ausgeschieden | ausgeschieden | ausgeschieden | 42 |

 Springen und Werfen 
| Athleten      | Wettbewerb | Qualifikation | Qualifikation | Finale        | Finale        | Rang |
| Athleten      | Wettbewerb | Weite/Höhe    | Rang          | Weite/Höhe    | Rang          | Rang |
| ------------- | ---------- | ------------- | ------------- | ------------- | ------------- | ---- |
| Frauen        |            |               |               |               |               |      |
| Lissa Labiche | Hochsprung | 1,85 m        | 29            | ausgeschieden | ausgeschieden | 29   |

### Schwimmen
| Athleten     | Wettbewerb    | Vorlauf     | Vorlauf | Halbfinale    | Halbfinale    | Finale        | Finale        | Rang |
| Athleten     | Wettbewerb    | Zeit        | Rang    | Zeit          | Rang          | Zeit          | Rang          | Rang |
| ------------ | ------------- | ----------- | ------- | ------------- | ------------- | ------------- | ------------- | ---- |
| Frauen       |               |             |         |               |               |               |               |      |
| Alexus Laird | 100 m Rücken  | 1:03,33 min | 27      | ausgeschieden | ausgeschieden | ausgeschieden | ausgeschieden | 27   |
| Männer       |               |             |         |               |               |               |               |      |
| Adam Viktora | 50 m Freistil | 24,32 s     | 56      | ausgeschieden | ausgeschieden | ausgeschieden | ausgeschieden | 56   |

### Segeln
Fleet Race
| Athleten           | Wettbewerb      | Qualifikation | Qualifikation | Medal Race    | Medal Race    | Punkte | Rang |
| Athleten           | Wettbewerb      | Punkte        | Rang          | Punkte        | Rang          | Punkte | Rang |
| ------------------ | --------------- | ------------- | ------------- | ------------- | ------------- | ------ | ---- |
| Männer             |                 |               |               |               |               |        |      |
| Jean-Marc Gardette | Windsurfen RS:X | 355           | 33            | ausgeschieden | ausgeschieden | 355    | 33   |
| Rodney Govinden    | Laser           | 365           | 45            | ausgeschieden | ausgeschieden | 365    | 45   |
| Allan Julie        | Finn Dinghy     | 186           | 23            | ausgeschieden | ausgeschieden | 186    | 23   |